# کووال-کولونگا
کووال-کولونگا (به لهستانی:  Kowale-Kolonia) یک روستا در لهستان است که در گمینا کوژنگتسا واقع شده‌است.
 کووال-کولونگا  ۱۷۰ نفر جمعیت دارد.